# Jakob Friis-Hansen
Jakob Friis-Hansen (* 6. März 1967 in Gentofte) ist ein ehemaliger dänischer Fußballspieler.

## Karriere
Friis-Hansen gelang beim dänischen B 1903 Kopenhagen der Sprung ins Profigeschäft. Bis 1989 lief er für Kopenhagen auf, mit Ausnahme der Saison 1987/88, in der er für den Lyngby BK spielte. Ab 1989 spielte Friis-Hansen in Frankreich sechs Jahre für den OSC Lille und ein Jahr für Girondins Bordeaux. Ab 1996 ließ er seine Karriere beim deutschen Bundesligisten Hamburger SV ausklingen.